# Parironus keiensis
Parironus keiensis is een rondwormensoort uit de familie van de Ironidae. De wetenschappelijke naam van de soort is voor het eerst geldig gepubliceerd in 1930 door Micoletzky & Kreis.